# Philonthus splendens
Philonthus splendens es una especie de escarabajo del género Philonthus, familia Staphylinidae. Fue descrita científicamente por Fabricius en 1792.
Se distribuye por Europa. Habita en Rusia (Europea, Siberia), Georgia, Turquía, Argelia, Marruecos, Irán, Turkmenistán, Kazajistán, Corea del Norte y del Sur y China (Jilin).